# Nowa degeneracja
Nowa degeneracja (ukr. Нова дегенерація) – ukraińska grupa literacka, która została założona przez współczesnych pisarzy Iwana Andrusiaka, Stepana Prociuka oraz Iwana Cyperdiuka.

## Historia
Utworzona została w Iwano-Frankowsku w 1991 roku. Iwan Andrusiak i Iwan Cyperdiuk byli studentami, a Stepan Prociuk był wykładowcą Pedagogicznego Uniwersytetu im. Stefanyka (obecnie Uniwersytet Przykarpacki).
Po raz pierwszy dzieła grupy zostały wydane w tygodniku „Kurier Zachodni”. Przez 1991-1992 roku stale się publikują w „Kurierze Zachodnim”. w tym samym okresie wydają 3 zbiórki pod taką samą nazwą „Nowa degeneracja”.
Wiosną 1993 roku grupa przedstawia własne dzieło na wiciorze literackim Narodowego Związku Pisarzy Ukrainy. Ich twórczość powodowała burzliwą i bardzo negatywną reakcje pisarzy Narodowego Związku. W czasopismach przez długi czas ukazywały się potępiające artykuły oraz recenzje. Najbardziej negatywne padły od pisarza Olesia Gonczara. Przedstawiona książka pod tytułem Nowa degeneracja, jednak w 2003 roku była uznana za najlepszą książkę w wyniku badań przeprowadzonych wśród pisarzy i krytyków przez czasopismo Słowo i czas.
Przez następne dwa lata prowadzili szereg wieczorów literackich po całej Ukrainie, ale pod koniec 1995 roku występy grupowe zanikły całkowicie i grupa przestała istnieć.